# Lycaenopsis minima
Lycaenopsis minima (Evans, 1932). là một loài bướm nhỏ có ở Ấn Độ thuộc họ Bướm xanh.
Loài này có ở Manipur ở Ấn Độ tới Dawna Hills của Myanmar.